# 2010 في روسيا
فيما يلي قوائم الأحداث التي وقعت خلال عام 2010 في روسيا.

## أحداث
- 14 أكتوبر – الإحصاء الروسي
- 29 مارس – تفجيرات مترو الأنفاق في موسكو 2010
- 4 ديسمبر – الخطوط الجوية الداغستانية رحلة 372

## أفلام
من الأفلام التي صدرت هذه السنة في روسيا:
- 22 يونيو – قلعة بريست من إخراج Alexander Kott [الإنجليزية]‏.
- 7 أكتوبر – عالم مظلم من إخراج أنطون ميجرديتشيف [الإنجليزية]‏.

## برامج ومسلسلات وأنمي
- الفيكسز

## وفيات

### فبراير
- 5 فبراير – غاليمزيان خوساينوف (مواليد 1937) لاعب كرة قدم روسي.

### مارس
- 1 مارس – فلاديمير إليوشن (مواليد 1927)
- 27 مارس – فاسيلي سميسلوف (مواليد 1921)

### أبريل
- 5 أبريل – فيتالي سيفاستيانوف (مواليد 1935)

### مايو
- 8 مايو – أندور ليلينتال (مواليد 1911)

### يونيو
- 1 يونيو – أندريه فوزنيسينسكي (مواليد 1933)

### سبتمبر
- 24 سبتمبر – غينادي ياناييف (مواليد 1937)

### أكتوبر
- 29 أكتوبر – اليكسي فريدمان (مواليد 1940)

### نوفمبر
- 3 نوفمبر – فيكتور تشيرنوميردين (مواليد 1938) سياسي روسي.